# Казаки (фильм, 1928, СССР)
«Казаки»  — советский немой чёрно-белый фильм 1928 года режиссёра Владимира Барского, по одноимённой повести Л. Н. Толстого.

## Сюжет
Юнкер Оленин, представитель петербургской «золотой молодёжи», в поисках романтики едет на Кавказ. Его полк расквартирован в казачьей станице. Здесь он влюбляется в дочь хорунжего красавицу Марину… но девушка любит простого казака Лукашку и ни за что не променяет его на барина.

## В ролях
- Александр Инашвили — Оленин
- И. Панков — Ванюша, крепостной Оленина
- Н. Пачуев — Ерошка
- Елена Чарская — Улита
- Мария Черкасская — Марина, дочь хорунжего
- Александр Ширай — Лукашка, казак
- Шалва Хускивадзе — Хан Гирей
- З. Мельникова — Сирадз
- З. Невинская — Устинка
- Н. Волховской — Белецкий
- Михаил Мирзоян — Иван Васильевич
- Мария Шленская — помещица